# 袋果草
袋果草（学名：Peracarpa carnosa），即山桔梗、肉荚草，为桔梗科袋果草属的植物。分布于尼泊尔、日本、锡金、泰国、菲律宾、台湾岛、克什米尔地区、不丹、远东地区、印度以及中国大陆的贵州、四川、西藏、浙江、云南、江苏等地，生长于海拔500米至3,000米的地区，多生在林下及沟边潮湿岩石上，目前尚未由人工引种栽培。